# Cork Constitution FC
El Cork Constitution FC es un equipo de rugby de Irlanda con sede en la ciudad de Cork en la provincia de Munster.
Participa en la All-Ireland League, el principal torneo de rugby de la Isla de Irlanda, el torneo que agrupa a equipos tanto de la República de Irlanda como los de Irlanda del Norte.

## Historia
Fue fundado en 1892, desde 1893 participa en la Munster Senior Cup, la cual ha obtenido 30 veces, consolidándose como el segundo equipo con más consagraciones del campeonato de la provincia de Leinster.
Desde el año 1990 compite en la All-Ireland League en la cual ha logrado siete campeonatos, el último el año 2024.

## Palmarés
- All-Ireland League (7): 1990–91, 1998–99, 2007–08, 2009–10, 2016–17, 2018–19, 2023–24

- Copa de Irlanda (8): 2005–06, 2009–10, 2012–13, 2013–14, 2014–15, 2015–16, 2016–17, 2019-20

- Munster Senior Cup (30): 1905–07, 1910, 1922–23, 1928–29, 1932–33, 1942–43, 1945–46, 1956–57, 1960–61, 1964–65, 1966–67, 1969–70, 1972–73, 1982–83, 1984–85, 1988–89, 2008–09, 2012–13, 2013–14, 2014–15, 2015–16, 2016–17, 2018–19, 2019–20

- Munster Senior League (25): 1912, 1914, 1922, 1923, 1927, 1939, 1953, 1957, 1964, 1965, 1966, 1967, 1968, 1969, 1970, 1971, 1972, 1975, 1976, 1977, 1979, 1984, 1987, 1988, 1998

## Jugadores destacados
- Paul Burke
- David Corkery
- Moss Finn
- Gabriel Fulcher
- Ralph Keyes
- Tom Kiernan
- Donal Lenihan
- Paul McCarthy
- Derek McGrath
- Kenny Murphy
- Noel Murphy
- Donncha O'Callaghan
- Ronan O'Gara
- Pat O'Hara
- Frank Sheahan
- Michael Gibson